# Yasuhito Endō
Yasuhito Endō (jap. 遠藤 保仁 Endō Yasuhito; * 28. Januar 1980 in Sakurajima, Kagoshima-gun (heute: Kagoshima-shi), Präfektur Kagoshima) ist ein japanischer Fußballspieler.

## Karriere

### Verein
Endō wechselte 1999 von Yokohama Flügels zu Kyoto Purple Sanga in die J. League. Im Jahr 2001 ging er zu Gamba Osaka. Dort wurde er zu einem zuverlässigen und technisch versierten Spieler.
Am 5. Oktober 2020 wechselte er auf Leihbasis zu Júbilo Iwata. Der Verein aus Iwata spielte in der zweiten japanischen Liga, der J2 League. Ende 2021 feierte er mit Júbilo die Meisterschaft der zweiten Liga und den Aufstieg in die erste Liga. Nach der Ausleihe wurde er von Iwata am 1. Februar 2022 fest unter Vertrag genommen. Nach nur einer Saison in der ersten Liga musste er am Ende der Saison 2022 als Tabellenletzter wieder den Weg in die zweite Liga antreten. 2023 gelang ihm mit dem Verein als Vizemeister der zweiten Liga der direkte Wiederaufstieg in die erste Liga.

### Nationalmannschaft
2002 gab er sein Debüt in der japanischen Nationalmannschaft. Danach nahm er am Konföderationen-Pokal 2005 teil und wurde als Einwechselspieler eingesetzt.
Mit Japan gewann er in den Jahren 2004 und 2011 die Asienmeisterschaft. Er wurde zudem für die Fußball-Weltmeisterschaften 2006 in Deutschland und 2010 in Südafrika nominiert.
Am 12. Oktober 2012 machte er beim 1:0 gegen Frankreich sein 122. Länderspiel und stellte damit den Rekord von Masami Ihara ein, der seit 1995 Rekordnationalspieler war. Vier Tage später wurde Endō beim 0:4 gegen Brasilien mit seinem 123. Länderspiel alleiniger Rekordhalter.

## Privates
Yasuhito Endō betreibt mehrere Fußballschulen namens Endō-juku. Sein älterer Bruder Akihiro Endō war ebenfalls als Fußballspieler in der J. League aktiv (für Yokohama F. Marinos und Vissel Kobe) und ist heute Cheftrainer der Endō-juku Shin-Ōsaka.

## Erfolge

### Verein
Gamba Osaka 
- AFC Champions Leaguesieger: 2008
- Japanischer Meister: 2005, 2014
- Japanischer Pokalsieger: 1999, 2008, 2014, 2015
- Japanischer Ligapokalsieger: 2007, 2014
- Japanischer Supercupsieger: 2007, 2015

Júbilo Iwata
- Japanischer Zweitligameister: 2021
- Japanischer Zweitligavizemeister: 2023

### Nationalmannschaft
- Asienmeisterschaft: 2004, 2011

## Auszeichnungen
- Asiens Fußballer des Jahres: 2009
- Bester Spieler der AFC Champions League: 2008
- J. League Fußballer des Jahres: 2014
- J. League Best Eleven: 2003, 2004, 2005, 2006, 2007, 2008, 2009, 2010, 2011 und 2012